# Mechanicsburg (Pennsylvania)
Mechanicsburg è un comune classificato come "borough" degli Stati Uniti d'America, situato nello Stato della Pennsylvania e in particolare nella contea di Cumberland.